# Efecte Sommerfeld
En mecànica, l'efecte Sommerfeld és un fenomen de retroalimentació que apareix en l'intercanvi d'energia entre sistemes vibrants. Per exemple, un motor adossat a una taula oscil·lant on, en determinades condicions, un augment de l'energia transmesa al motor no condueix a revolucions més altes sinó a vibracions més fortes de la taula. Porta el nom del físic Arnold Sommerfeld. L'any 1902, Sommerfeld va analitzar les vibracions provocades per un motor que impulsava un pes desequilibrat i va concloure que "Aquest experiment correspon aproximadament al cas en què una màquina de 30 cavalls de força, adossada sobre una base deficient, aconsegueix només 1/3 (10 cavalls de força) de treball útil, mentre que 20 cavalls de força es transfereixen a la maçoneria de la fundació ". Les primeres descripcions matemàtiques de l'efecte Sommerfeld van ser suggerides per I. Blekhman i V. Konenko.

## Atractors ocults a l'efecte Sommerfeld
En la teoria de les oscil·lacions ocultes, l'efecte Sommerfeld s'explica per la multiestabilitat i la presència de dos atractors ocults coexistents en l'espai de fase del model dinàmic sense estats estacionaris, un dels quals atrau trajectòries des de la proximitat de dades inicials zero (que corresponen a l'engegada típica del motor), i l'altre atractor correspon al mode de funcionament desitjat amb una freqüència de gir més alta. Segons el model considerat, els atractors ocults que coexisteixen poden ser periòdics o caòtics; aquests models dinàmics amb efecte Sommerfeld són el primer exemple mecànic conegut d'un sistema sense equilibris i amb atractors ocults. Aquest tipus de fenòmens poden ser observats en models dinàmics de plataformes de perforació, on el motor elèctric pot excitar vibracions de torsió del trepant.